# دانیل کسیدی (بازیکن فوتبال)
دانیل کسیدی (انگلیسی: Daniel Cassidy؛ 15 June 1907 – 1995 (aged 88)) بازیکن فوتبال بود.
از باشگاه‌هایی که در آن بازی کرده‌است می‌توان به باشگاه فوتبال ساوت‌همپتون و باشگاه فوتبال دارلینگتون اشاره کرد.